# Nesogordonia ituriensis
Nesogordonia ituriensis là một loài thực vật có hoa trong họ Cẩm quỳ. Loài này được (De Wild.) Capuron mô tả khoa học đầu tiên năm 1952.